# Mareda
Mareda falu Horvátországban Isztria megyében. Közigazgatásilag Novigradhoz tartozik.

## Fekvése
Novigradtól 4 km-re északnyugatra, az Isztriai-félsziget nyugati partján fekszik. Az üdülőfalu három részre osztható. Az egyik részen találhatók a régebbi Premium Village mobilházak, a másik részen a 2013-ban épült Istria Village mobilházak, melyekhez nagyobb terasz és kert is tartozik, a harmadik rész pedig a kemping területe.

## Története
Üdülőfalu, melynek lakosságát csak 2001-óta számlálják önállóan. 2011-ben 226 lakosa volt. Lakói turizmussal, vendéglátással foglalkoznak.

## Lakosság
| 1857 | 1869 | 1880 | 1890 | 1900 | 1910 | 1921 | 1931 | 1948 | 1953 | 1961 | 1971 | 1981 | 1991 | 2001 | 2011 |
| ---- | ---- | ---- | ---- | ---- | ---- | ---- | ---- | ---- | ---- | ---- | ---- | ---- | ---- | ---- | ---- |
| 0    | 0    | 0    | 0    | 0    | 0    | 0    | 0    | 0    | 0    | 0    | 0    | 0    | 0    | 389  | 226  |